# Abel Teweldemedhn
Abel Teweldemedhn (12 augustus 1996) is een Eritrees wielrenner.

## Carrière
In 2017 werd Teweldemedhn negentiende in de door Saymon Musie gewonnen Massawa Circuit. Een jaar later behaalde zijn eerste UCI-overwinning door de beste te zijn in de derde etappe van de Ronde van de Zibans.

## Overwinningen
2018
3e etappe Ronde van de Zibans
Jongerenklassement Ronde van de Zibans